# Natalie Coughlin
Natalie Anne Coughlin Hall (Vallejo, 23 agosto 1982) è una nuotatrice statunitense.
Specializzata nella distanza dei 100 metri, sia nel dorso, che nella farfalla, che nello stile libero, ha vinto in carriera dodici medaglie in tre edizioni dei Giochi olimpici, da Atene 2004 a Londra 2012. Già campionessa del mondo sui 100 m dorso a Fukuoka 2001, nell'agosto del 2002, poco prima del suo ventesimo compleanno, divenne la prima donna a scendere sotto la barriera del minuto nei 100 m dorso, nuotando in 59"58 ai Campionati statunitensi di Fort Lauderdale. Ai Giochi olimpici di Atene nel 2004, vinse due medaglie d'oro, due d'argento e una di bronzo, quest'ultima nei 100 m stile libero. Alle Olimpiadi di Pechino del 2008, divenne la prima nuotatrice statunitense a vincere sei medaglie in una sola Olimpiade, e la prima donna a vincere un oro dei 100 dorso in due Olimpiadi consecutive. Con il bronzo vinto in staffetta a Londra 2012, è assieme a Jenny Thompson e Dara Torres, la nuotatrice più medagliata nella storia dei Giochi olimpici.
Ha vinto una sessantina di medaglie nelle maggiori manifestazioni internazionali, di cui 19 ai mondiali in vasca lunga, 8 in vasca corta, 16 ai PanPacifici, quattro ai Giochi panamericani, oltre alle dodici medaglie olimpiche.

## Carriera

### 2000-2003
Di origini irlandesi da parte del padre e filippine da parte della madre, la Coughlin vinse dodici titoli ai campionati NCAA quando studiava all'Università di Berkeley, venendo eletta per tre anni consecutivi, dal 2001 al 2003, come miglior nuotatrice universitaria. Nel 2001 aveva comunque già raggiunto la notorietà internazionale, vincendo i 100 metri dorso ai mondiali di Fukuoka, dove col tempo di 1:00.37 aveva battuto la vincitrice dei 200, la romena Diana Mocanu. In quei mondiali conquistò anche una medaglia d'argento e una di bronzo, rispettivamente nella staffetta 4x200 metri stile libero e nei 50 m dorso. Nel 2002 esplose definitivamente battendo il record mondiale dei 100 m dorso scendendo sotto il minuto (59"58) ai Campionati statunitensi, e pochi giorni dopo ai PanPacifici vinse quattro ori, di cui 3 individuali, aggiungendo alla vittoria nei 100 m dorso (ancora sotto il minuto) quelle dei 100 m stile libero e dei 100 m farfalla, ottenute con tempi rispettivamente di 53"99 e 57"88.
L'anno seguente, complice anche un'influenza, vinse solo due medaglie in staffetta ai mondiali di Barcellona, di cui una d'oro con la 4x100 m stile libero.

### 2004-2008

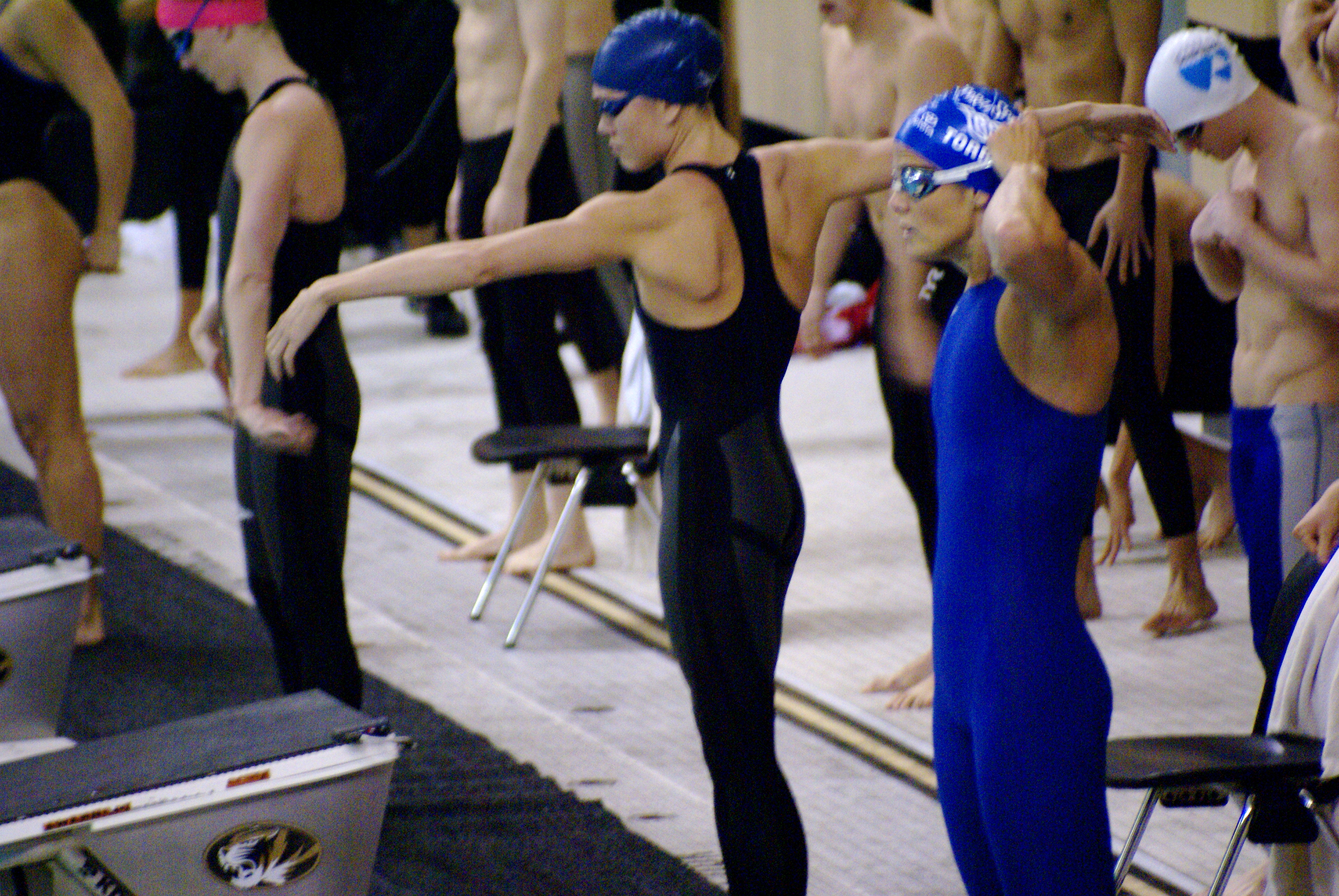
Natalie Coughlin con Dara Torres al Grand Prix del Missouri del 2008.

Alle Olimpiadi di Atene la Coughlin non fallì la vittoria nella sua gara preferita, e si aggiudicò i 100 m dorso col tempo di 1:00.37, davanti a Kirsty Coventry, In quei Giochi portò a casa anche il bronzo individuale dei 100 m stile libero, l'oro della staffetta 4x200 m sl e l'argento delle altre due staffette.
Anche i mondiali di Montreal del 2005 non sono l'evento più fortunato per la Coughlin, che ottenne solo un bronzo nella sua gara preferita dei 100 m dorso, battuta stavolta dalla Coventry e anche dalla tedesca Antje Buschschulte, mentre andò meglio nei 100 m stile libero, dove arrivò seconda dietro a Jodie Henry, a pari merito con la francese Malia Metella. Vinse comunque un oro con la staffetta 4x200 m stile libero, oltre ad un altro argento e un bronzo sempre con le staffette.
Due anni più tardi ai mondiali di Melbourne tornò sul gradino più alto del podio nei 100 m dorso, vincendo con 59"44 e migliorando il proprio record del mondo, davanti a Laure Manaudou, che con 59"87 terminò anch'essa sotto la barriera del minuto. In quei mondiali la Coughlin vinse anche un bronzo nei 100 m farfalla (con record statunitense), mentre nei 100 m stile libero giunse invece solo quarta. Vinse due ori e un argento con le staffette; in particolare, nuotò la prima frazione della 4x200 m sl nuotando in 1:56.43, nuovo record statunitense e trascinando il quartetto al record del mondo con il tempo di 7'50"09.

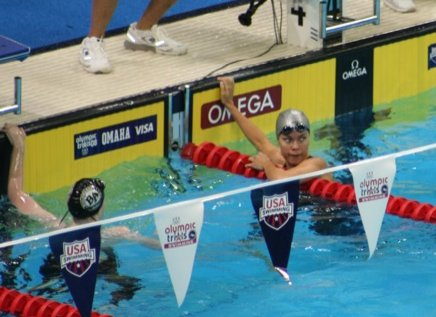
Natalie Coughlin ai Trials di Omaha del 2008, quando migliorò il suo record del mondo dei 100 metri dorso nuotando in 58"97.

Nel 2008 migliora tre volte il record del 100 m dorso, prima portandolo a 59"21 in febbraio, e poi, il 30 giugno, poco dopo averlo perso per mano di Hayley McGregory, scendendo a 59"03. In luglio si migliorò ancora, abbattendo la barriera dei 59" (58"97). Alle Olimpiadi di Pechino nella finale dei 100 dorso la Coughlin si scontrò ancora una volta con la Coventry, che in semifinale le aveva strappato il record del mondo portandolo a 58"77. La Coventry però non riuscì a ripetersi in finale, e la Coughlin vinse in 58"96. Fu l'unica medaglia d'oro che vinse a Pechino, in quanto arrivò solo seconda con la staffetta 4x100 m stile libero e la 4x100 mista, e terza con la 4x200 stile libero, così come nei 100 m stile libero (53"39 dietro a Britta Steffen e Lisbeth Trickett e nei 200 misti, gara alla quale prendeva parte per la prima volta ad una grande manifestazione, dove viene battuta da Stephanie Rice e dalla rivale del dorso Kristy Coventry.
Alla fine delle Olimpiadi, Natalie Coughlin si prende una lunga pausa di 18 mesi, tornando in vasca solo nel 2010.

### 2010-2015
Nel 2010 torna in vasca ai mondiali in vasca corta di Dubai, vincendo i 100 m dorso con il record statunitense di 56"08. In quell'occasione, dopo essere arrivata solo terza nei 100 m stile libero, migliora nella staffetta il record statunitense, portandolo a 51"88.
Ai Giochi PanPacifici 2010 la Coughlin vinse l'oro nei 100 m stile libero con 53.67, perdendo però nei "suoi" 100 dorso, dove finì solo terza, dietro all'australiana Emily Seebohm e alla giapponese Aya Terakawa, con un tempo, 59"70, lontano dal suo ex record del mondo. Ai mondiali del 2011 a Shangai, vinse 3 medaglie, un oro e un argento però solo in staffetta, mentre nei 100 m dorso, nonostante un buon 59"15, finì solo terza, a 10 centesimi dalla vincitrice, la cinese Zhao Jing, e superata anche dalla russa Anastasia Zueva.
I Trials del 2012 di Omaha, nel Nebraska, erano l'evento che qualificava i nuotatori statunitensi per le Olimpiadi di Londra, dove sarebbero andati i primi due classificati di ogni gara, e dove la ormai ventinovenne Coughlin si trovò a competere con una nuova generazione di nuotatori statunitensi. Nelle finali dei 100 metri dorso, finì solo terza dietro le adolescenti Missy Franklin e Rachel Bootsma, mentre ancor peggio andò nei 100 metri farfalla, dove terminò settima, e nei 100 metri stile libero, dove terminò sesta, riuscendo a qualificarsi solo come riserva della staffetta 4x100 m stile libero.
Alle Olimpiadi di Londra nuotò solo nelle batterie della 4 × 100 m stile libero, conquistando comunque una medaglia di bronzo per il terzo posto ottenuto dalle compagne in finale. Era la sua dodicesima medaglia olimpica, e con quella raggiunse le connazionali Jenny Thompson e Dara Torres tra le più medagliate nuotatrici nella storia delle Olimpiadi.
Dopo i Giochi di Londra la Coughlin abbandonò il dorso concentrandosi sulle gare veloci dello stile libero. Ai campionati statunitensi del 2013, nei 50 m sl vinse con 24"97, mentre finì quinta nei 100 m sl, garantendosi comunque un posto nella staffetta veloce ai mondiali. A Barcellona guadagna con la 4x100 m stile libero una medaglia d'oro, nuotando la propria frazione lanciata in 52"98. Nei 50 m stile libero invece non riuscì a raggiungere la finale, nuotando in 25"02.
Nel 2014 ai Campionati USA termina solo sesta nei 50 m sl con 24"97 e settima sui 100 sl con 54"52. Nel novembre del 2014 migliora il record statunitense dei 100 misti in vasca corta, facendo segnare 58"55 a Bolzano
Nel 2015 in giugno migliora il record statunitense dei 50 m dorso, nuotando a Santa Clara in 27"51. Non qualificatasi per i mondiali di Kazan, partecipa ai XVII Giochi panamericani di Toronto, vincendo l'oro con la staffetta 4x100 m mista, un argento nei 100 m sl e un bronzo nei 50 m sl. Nonostante la rinuncia nella gara individuale, nella staffetta mista la Coughlin nuota la prima frazione a dorso fermando il parziale a 59"05, nuovo record dei Giochi panamericani, e tempo che le avrebbe consentito, di gran lunga, di vincere la medaglia d'oro della gara individuale.

## Palmarès
- Olimpiadi

Atene 2004: oro nei 100m dorso e nella 4x200m sl, argento nella 4x100m sl e nella 4x100m misti e bronzo nei 100m sl.
Pechino 2008: oro nei 100m dorso, argento nella 4x100m sl e nella 4x100m misti, bronzo nei 100m sl, nei 200m misti e nella 4x200m sl.
Londra 2012: bronzo nella 4x100m sl.
- Mondiali

Fukuoka 2001: oro nei 100m dorso, argento nella 4x100m misti e bronzo nei 50m dorso.
Barcellona 2003: oro nella 4x100m sl e argento nella 4x100m misti.
Montreal 2005: oro nella 4x200m sl, argento nei 100m sl e nella 4x100m misti, bronzo nei 100m dorso e nella 4x100m sl.
Melbourne 2007: oro nei 100m dorso e nella 4x200m sl, argento nella 4x100m sl e nella 4x100m misti e bronzo nei 100m farfalla.
Shanghai 2011: oro nella 4x100m misti, argento nella 4x100m sl e bronzo nei 100m dorso.
Barcellona 2013: oro nella 4x100m sl.
- Mondiali in vasca corta

Dubai 2010: oro nei 100m dorso, argento nella 4x100m sl e nella 4x100m misti e bronzo nei 100m sl.
Doha 2014: oro nella 4x50m sl mista, argento nella 4x50m sl, nella 4x100m sl e nella 4x50m misti.
- Giochi panamericani

Toronto 2015: oro nella 4x100m misti, argento nei 100m sl e nella 4x100m sl e bronzo nei 50m sl.
- Giochi PanPacifici

Yokohama 2002: oro nei 100m sl, nei 100m dorso, nei 100m farfalla e nella 4x200m sl, argento nella 4x100m sl e nella 4x100m misti.
Victoria 2006: oro nei 100m sl, nella 4x100m sl, nella 4x200m sl e nei 4x100m misti, argento nei 50m sl e nei 100m dorso.
Irvine 2010: oro nei 100m sl, nella 4x100m sl e nella 4x100m misti e bronzo nei 100m dorso.

## Riconoscimenti
- World Swimmer of the Year: 2002
- American Swimmer of the Year: 2001, 2002, 2008